# Paxula
Paxula is een geslacht van weekdieren uit de klasse van de Gastropoda (slakken).

## Soorten
- Paxula allani Finlay, 1928
- Paxula leptalea (Suter, 1908)
- Paxula paxillus (R. Murdoch, 1905)
- Paxula subantarctica (Suter, 1908)
- Paxula transitans (Murdoch, 1905)